# Percy Stafford Allen

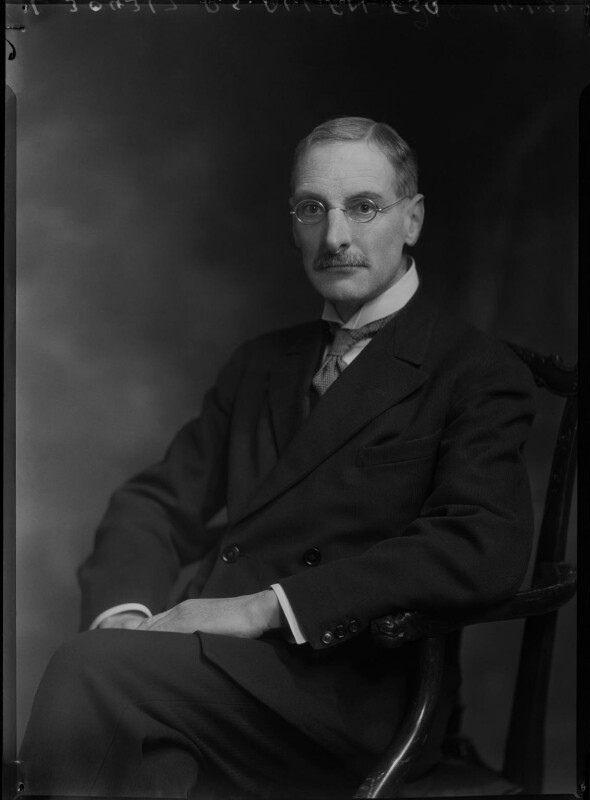
Percy Stafford Allen (1932)

Percy Stafford Allen (* 7. Juli 1869 in Twickenham; † 16. Juni 1933 in Oxford) war ein britischer klassischer Philologe.

## Leben
Allen erhielt seine erste Schulausbildung in Rottingdean. Seit 1882 studierte er Latein und Griechisch am Clifton College und seit 1888 am Corpus Christi College in Oxford. Einer seiner Oxforder Lehrer war James Anthony Froude. 1892 machte er seinen B.A., 1896 seinen M.A. Von 1897 bis 1901 lehrte er Geschichte am Government College in Lahore (Pakistan). Dann kehrte er nach Oxford zurück und wurde 1908 Fellow des Merton College in Oxford. Von 1924 bis 1933 war er Präsident des Corpus Christi College in Oxford. Er war verheiratet mit Helen Mary Allen (1872–1952). Allen ist vor allem als Editor der Briefe des Erasmus von Rotterdam bekannt geworden (Oxford 1906ff., 12 Bände, davon ein Registerband).
1923 wurde er zum Mitglied (Fellow) der British Academy gewählt. Die Königlich Niederländische Akademie der Wissenschaften (KNAW) nahm ihn 1928 ais auswärtiges Mitglied auf.

## Schriften
- The age of Erasmus. Lectures delivered in the University of Oxford and London. Oxford 1914.
- als Hrsg.: Letters of Richard Fox 1486-1527. Oxford 1929.
- als Hrsg.: Erasmus, Opus Epistolarum. Band 1 ff., London/Oxford 1934.
- Erasmus, Lectures and wayfaring sketches. Oxford 1934.